# 炎 (1975年の映画)
『炎』（ほのお、原題：Sholay、ヒンディー語で「残り火」の意）は、ラメーシュ・シッピー監督の1975年に公開されたインドの叙事詩的アクション・アドベンチャー映画。

## 概要
退役警察官（サンジェーヴ・クマール）が雇った二人の犯罪者、ヴィール（ダルメンドラ）とジャイ（アミターブ・バッチャン）が、冷酷な山賊ガッバル・シン（アムジャド・カーン）を捕らえる物語である。
南インド・カルナータカ州のラマナガラの岩だらけの地形で、1973年10月から2年半かけて撮影された。中央映画認証委員会の指示でいくつかの暴力シーンが削除され、公開時は198分の長さに編集された。1990年には204分のオリジナル監督版がホームメディアで公開された。公開当初は批評家から否定的な評価を受け、興行的にも振るわなかったが、口コミで人気が広がり、インド各地の劇場で記録的なロングランを達成。ムンバイのミネルヴァ劇場では5年以上にわたって上映された。ソビエト連邦でも成功を収め、当時インド映画として最高の興行収入を記録し、1994年の『Hum Aapke Hain Koun..!』までその記録を保持した。インフレ調整後でも、インド映画史上の最高興行作の一つとされる。
インド映画の金字塔として高く評価され、2002年の英国映画協会の「インド映画トップ10」で1位に選ばれ、2005年の第50回フィルムフェア賞で「50年間の最優秀映画」に選出された。ダコイト・ウェスタン（「カレー・ウェスタン」とも呼ばれる）として、インドの山賊映画とマカロニ・ウェスタンや日本の時代劇的な要素を融合したマサラ映画の代表例である。暴力の美化、封建的価値観、社会秩序と反逆者の対立、男性の絆、国家的寓話などのテーマが指摘されている。R・D・バーマンによるサウンドトラックと、別売りされた台詞集は記録的な売り上げを達成。映画の台詞やキャラクターはインドの日常会話や文化に大きな影響を与え、数多くのミームを生み出した。2014年1月には3D版が劇場で再公開された。

## あらすじ
小悪党のヴィールとジャイは、刑務所から釈放後、元警部タクール・バルデヴ・シンに雇われ、5万ルピーの賞金首である山賊ガッバル・シンを捕らえる任務を受ける。二人はかつてタクールの命を列車強盗から救った縁で、追加の2万ルピーの報酬も約束される。タクールの村ラムガルに到着した二人は、ガッバルが村を脅かす中、ヴィールは陽気な馬車引きのバサンティに、ジャイは未亡人となっていたタクールの義娘ラーダに心を寄せる。ガッバルの山賊団が村を襲い、ホーリー祭の最中にヴィールとジャイを追い詰めるが、二人は反撃して山賊を追い払う。しかし、タクールが銃を持っていたのに助けなかったことに二人は不信感を抱く。タクールは、ガッバルに家族（ラーダと召使いラムラルを除く）を殺され、両腕を切り落とされた過去を明かし、ショールでその障害を隠していたと告白する。この話を聞き、二人は報酬なしでガッバルを生け捕りにすることを誓う。
ガッバルは村のイマーム、ラヒム・チャチャの息子アハメドを殺し、ヴィールとジャイの引き渡しを要求する。村人たちは拒否し、二人は報復としてガッバルの手下を倒す。ガッバルは怒り、ヴィールとバサンティを捕らえるが、ジャイが救出し、三人で山賊の隠れ家から逃亡する。追われる中、弾丸が尽きかけたジャイとヴィールは岩陰で応戦。ジャイは負傷しながらも最後の弾で橋のダイナマイトを爆発させ、ガッバルの手下を全滅させるが、自身も命を落とす。怒りに燃えるヴィールはガッバルのアジトを襲い、彼を捕らえる。タクールはガッバルを殺さず、警察に引き渡すことを選び、ガッバルは逮捕される。ジャイの葬儀後、ヴィールはラムガルを去り、待っていたバサンティと列車で旅立つ。

## 登場人物
- ヴィール（ダルメンドラ）：小悪党で、陽気で情熱的な性格。刑務所から釈放後、ジャイと共にタクールに雇われ、ガッバル・シンを捕らえる任務に就く。ラムガル村で馬車引きのバサンティと出会い、恋に落ちる。行動力があり、戦闘ではジャイと協力して山賊と戦う。
- タクール・バルデヴ・シン（サンジーヴ・クマール）：退役した警察官。過去にガッバル・シンに家族を殺され、両腕を切り落とされた。ショールで障害を隠し、ヴィールとジャイを雇ってガッバルを捕らえる復讐を計画する。村での戦闘では直接戦わず、ヴィールとジャイに任務を委ねる。
- バサンティ（ヘマ・マリニ）：ラムガル村の活発でおしゃべりな馬車引きの女性。ヴィールの恋人となり、彼の冒険を支える。ホーリー祭や山賊の襲撃で積極的に行動し、ガッバルに捕らわれるがジャイに救出される。
- ジャイデヴ（ジャイ）（アミターブ・バッチャン）：ヴィールの相棒で、冷静で思慮深い小悪党。タクールに雇われ、ガッバル捕獲の任務に参加。ラムガル村でタクールの義娘ラーダと恋に落ちる。戦闘では戦略的に動き、ガッバルの隠れ家襲撃や最終戦で重要な役割を果たす。
- ラーダ（ジャヤ・バドゥリ）：タクールの義娘で、夫をガッバルに殺された寡婦。静かで内向的な性格で、ジャイと心を通わせる。
- クラナ警部（イフテカール）：ラーダの父で、警察官。物語の中心的な役割は限定的だが、タクールの過去や村の状況に関与する。
- ガッバル・シン（アムジャド・カーン）：5万ルピーの賞金首である冷酷な山賊のリーダー。ラムガル村を脅かし、タクールの家族を殺し、両腕を切り落とした過去を持つ。軍服を着た残忍な性格で、村人を脅迫し、ヴィールとジャイを捕らえようとする。
- ラムラール（サティエン・カップー）：タクールの忠実な召使い。タクールの家で働き、村での出来事や戦闘の支援に関与する。
- ラヒム・チャチャ（A・K・ハンガル）：ラムガル村のイマーム（イスラム教指導者）。ガッバルに息子アハメドを殺され、村人と共にヴィールとジャイを支持する。
- アハメド（サチン・ピルガオンカル）：ラヒム・チャチャの息子。ガッバルに殺され、村人の抵抗を強めるきっかけとなる。
- スールマ・ボーパーリ（ジャグディープ）：コミカルな木材商人。
- マウシ（リーラ・ミシュラ）：バサンティの叔母。バサンティの生活を支える脇役。
- 看守（アスラニ）：刑務所の管理人で、コミカルなキャラクター。ヴィールとジャイが収監されていた刑務所で登場し、『独裁者』でのチャールズ・チャップリン風の振る舞いを見せる[要出典]。
- ハリラム（ケシュト・ムケルジー）：看守の助手。
- サンバ（マック・モーハン）：ガッバルの側近。ガッバルの命令に従い、村やヴィールたちへの襲撃に参加。
- カーリア（ヴィジュ・コテ）：ガッバルの手下の一人。ガッバルによるロシアンルーレットの場面で殺される。
- ヴィカス・アナンド（ヴィカス・アナンド）：刑務所の看守役として登場。
- ヘレン：特別出演で、「メフブーバ・メフブーバ」の歌のシーンに出演。
- ジャラル・アガ：同じく「メフブーバ・メフブーバ」の歌のシーンに特別出演。
- ラジ・キショール：同性愛的な振る舞いを見せる囚人として、刑務所の場面で登場。
- アルヴィンド・ジョシ：タクールの長男。ガッバルに殺された家族の一人として回想で登場。
- シャラド・クマール：タクールの次男ニンニ。家族虐殺の回想シーンに登場。
- ギータ・シッダールト：タクールの義娘ギータ。家族虐殺の回想で登場。
- オム・シヴプリ：ガッバルの村襲撃を調査する警察官として登場。
- ダンノ：バサンティの馬車を引く馬。

## 製作

### 開発
脚本家のサリム＝ジャヴェード（サリム・カーンとジャヴェード・アフタル）は、1973年に『炎』のアイデアを4行の概要として映画製作者に提案した。複数の監督に断られたが、G・P・シッピーとラメーシュ・シッピーが興味を示し、採用された。元々は軍将校が家族の復讐のために元兵士を雇う物語だったが、軍関連の撮影許可の難しさから警察官に変更。脚本は1か月で完成し、友人や知人の名前や特徴が取り入れられた。もともとの台詞はヒンドゥスターニー語で、ウルドゥー語の原稿が助手によりデーヴァナーガリー文字に書き換えられた。『炎』は黒澤明の『七人の侍』（1954年）に着想を得ており、インドの山賊映画（『マザー・インディア』や『Gunga Jumna』）マカロニ・ウェスタン（セルジオ・レオーネの『ウエスタン』や『荒野の七人』）を融合したダコイト・ウェスタンである。『Mera Gaon Mera Desh』や『Khote Sikkay』、さらには『Gunga Jumna』の列車強盗シーンや『ウエスタン』の家族虐殺シーンからも影響を受けた。サム・ペキンパーの西部劇『ワイルドバンチ』（1969年）やパット・ギャレットと『ビリー・ザ・キッド/21才の生涯』（1973年）、ジョージ・ロイ・ヒルの『明日に向かって撃て！』 （1969年）からも影響を受けている可能性がある。
ガッバル・シンは実在の山賊ガッバル・シン・グジャールや、ウルドゥー小説の悪役、セルジオ・レオーネの映画の悪役に着想を得ており、従来の山賊像を破る軍服姿の純粋な悪として描かれた。看守（アスラニ）はアドルフ・ヒトラーをモデルにし、ジャグディープのスールマ・ボーパーリは実在の知人に由来する。

### キャスティング
ガッバル役にはダニー・デンゾンパが検討されたが、スケジュールの都合でアムジャド・カーンが選ばれた。カーンはジャヤ・バドゥリの父が書いた山賊に関する本を読み、役作りをした。サンジーヴ・クマールはガッバル役を希望したが、脚本家は彼の好感度が悪役に不向きと判断。アミターブ・バッチャンはジャイ役を強く希望し、過去の共作『Zanjeer』の演技が認められ配役された。ダルメンドラは当初タクール役を希望したが、ヘマ・マリニとの共演を優先しヴィール役を選んだ。マリニはバサンティ役に当初消極的だったが、シッピーとの信頼関係から出演を決めた。撮影中、バッチャンとバドゥリ、ダルメンドラとマリニがそれぞれ恋愛関係に発展し、後に結婚した。

### 撮影
撮影はカルナータカ州ラマナガラの岩だらけの地形で1973年10月3日から開始され、2年半に及んだ。セットへのアクセス用に道路が建設され、ボンベイのラジカマル・スタジオ近くには刑務所セットが作られた。予算超過や再撮影が多く、「Yeh Dosti」の5分間の曲は21日、ラーダがランプを灯すシーンは20日、イマームの息子の殺害シーンは19日かかった。列車強盗シーンはパンヴェル近くのボンベイ-プネー鉄道で7週間以上撮影された。『炎』はインド初のステレオ音声と70mmワイドスクリーン形式を採用したが、実際は35mmフィルムで撮影後、2.2:1の比率に変換された。

### 別バージョン
監督が当初編集した版では、タクールがガッバルを釘付きの靴で殺すシーンや、家族虐殺シーンなど、より暴力的な描写が含まれていたが、検閲委員会により削除された。シッピーはこれらのシーンを残すよう戦ったが、最終的には映画のエンディングを撮り直さざるを得なくなり、検閲委員会の指示に従って、タクールがガッバルを殺害する直前に警察が到着する設定になった。1990年に英国でVHSとして204分のオリジナル版が公開され、後にDVDでも両バージョンが発売された。

## 分析

### 暴力の美化
本作は、暴力的なシーンを強調し、視覚的に魅力的な演出で描く。ヴィールとジャイがガッバルの手下と戦う場面、列車強盗、ホーリー祭での戦闘、最終決戦でのダイナマイト爆発などは、アクションのスペクタクル性を際立たせる。ガッバルの村人への残虐行為も、劇的な効果とともに提示される。これらの描写は、正義と悪の対立を強調し、観客にスリルと興奮を提供する。映画学者ウィマル・ディッサナヤケは、暴力の描写が魅力的かつ抑制されていないと指摘し、インドのメロドラマにおいて新たな表現形式を確立したと述べている。

### 封建的価値観
本作は封建的な社会構造と価値観を背景に展開する。タクール・バルデヴ・シンは、村の指導者として権威を持ち、ガッバルによる家族の殺害に対する個人的な復讐を追求する。彼がヴィールとジャイを雇う行為は、名誉と正義に基づく封建的義務を反映する。村人たちのガッバルへの抵抗や、タクールがガッバルを生け捕りにする誓いを守る姿勢は、忠誠心と集団の名誉を重視する封建的倫理を示す。映画学者M・マダヴァ・プラサドは、復讐の要素とヴィール・ジャイの犯罪的行為が「より大きな善」のために用いられることで、物語が封建秩序を肯定すると分析している。

### 社会秩序と反逆者の対立
社会秩序（タクールや村人）と反逆者（ガッバルとその山賊団）の間の対立を描く本作では、ガッバルは法の外に生きる無法者として、村の安定を脅かす存在である。一方、ヴィールとジャイは元犯罪者ながら、タクールの依頼を受けて正義のために戦う。この中間的な立場は、合法性と犯罪性の境界を曖昧にする。ロンドン・スクール・オブ・エコノミクスの社会学者コウシク・バネルジは、ヴィールとジャイが「好感度の高いアウトロー」として、観客に共感を呼ぶ「ならず者の男らしさ」を体現すると指摘。映画学者ウィマル・ディッサナヤケは、暴力と社会秩序の新たな対話をインド映画に導入したと述べている。

### ホモソーシャル
2人の男性、ヴィールとジャイの友情は映画の感情的中心であり、ホモソーシャルな絆として描かれる。楽曲「Yeh Dosti」は、2人の信頼と相互依存を象徴し、戦闘や危機的状況での協力が物語を推進する。バネルジは、傭兵である二人に感情的な弱さが与えられることで、彼らがガッバルの純粋な悪と対比され、人間的な魅力を持つと説明した。ジャイの死は、この絆の終焉を象徴し、物語に深い感動を与える。映画学者ディナ・ホルツマンは、ジャイの死がヴィールとバサンティの異性愛関係を確立するために必要だったと解釈している。

### 国家的寓話
『炎』は、インドの社会的・政治的状況を寓話的に反映するとされる。ディッサナヤケは、物語が論理的な安心感を欠き、社会の安定が繰り返し挑戦され、感情の欠如による人間性の低下を示すと指摘している。これらが組み合わさり、インドの寓話的表現を構成する。ガッバルの無法行為や村人への抑圧は、1970年代のインドの政治的不安定さや権力の乱用を暗示する。特に、1975年のインディラ・ガンディーによる緊急事態宣言の時期と公開が重なるため、物語は当時の政治的緊張を間接的に反映すると解釈されている。

### インド映画とウェスタン要素の融合
本作は、ハリウッドのウェスタン映画から視覚的影響を受けつつ、インドの文化的要素をうまく融合させた「ダコイト・ウェスタン」である。ウィリアム・ヴァン・デル・ハイデは、タクール家族の虐殺シーンがセルジオ・レオーネの『ウエスタン』の類似シーンと技術的に似ているが、『炎』はインドの家族価値やメロドラマ的伝統を強調すると指摘した。マシリ・ラオは、ウェスタン様式が「封建的気風」に融合していると述べた。

### キャラクターの象徴性
本作の悪役、ガッバル・シンは、観客に強い印象を与える純粋な悪の象徴である。ディッサナヤケは、ガッバルの残虐な行為にもかかわらず、その独特な台詞と仕草が観客を引きつけ、インドのメロドラマにおいて初めて悪役のスペクタクル性が行動を上回ったと分析している。また、従来のメロドラマで女性の身体が男性の欲望の対象だったのに対し、『炎』では男性の身体（特にヴィールとジャイ）が善と悪の戦いの中心となる。文化評論家でイスラム学者のジアウディン・サルダールは著書『我々の欲望の秘密の政治学：無罪、罪悪感、そしてインドの大衆映画』の中で、本作で最も目立つイスラム教徒の登場人物は、ソオルマ・ボパリ（道化師のような犯罪者）と、盗賊の性的不能の被害者（イマーム）の2人だと指摘し、イスラム教徒や女性の登場人物を戯画化、ステレオタイプ化していること、そして罪のない村人を嘲笑しているとして、本作を風刺している。

## 評価
本作は公開当時、批評家から否定的な評価を受けたが、時を経てその評価は大きく変化し、現在ではヒンディー語映画の最高傑作の一つとして広く認められている。
公開時の批評では、否定的な意見が目立った。インディア・トゥデイのK.L.アムラディは、映画を「燃え尽きた残り火」「重大な欠陥のある試み」と評した。フィルムフェア誌は、ウェスタンスタイルとインドの風土を混ぜ合わせた中途半端な「模倣ウェスタン」と批判し、「どちらつかず」と述べた。他の批評家は、映画を「空虚な騒ぎ」「1971年の『Mera Gaon Mera Desh』の二流の模倣」と評し、商業的な失敗作とみなす声もあった。貿易誌やコラムニストも当初は興行的失敗と報じた。1976年の『Studies: An Irish Quarterly Review』で、マイケル・ギャラガーは映画の技術的成果を認めつつも、「形がなく、支離滅裂で、人物描写が表面的かつ不快な暴力作品」と厳しく批判した。
しかし、時が経つにつれ、『炎』の評価は劇的に向上し、現在ではクラシックとして高く評価され、ヒンディー語映画の金字塔と見なされている。2005年のBBCのレビューでは、キャラクターの奥深さとシンプルな物語構造が称賛されたが、アスラニやジャグディープのコミカルな脇役は不要とされた。映画公開35周年を記念した2010年のヒンドゥスタン・タイムズの記事では、カメラワークと音楽の革新性が「先駆的」と評価され、「ほぼすべてのシーン、台詞、脇役がハイライト」と絶賛された。2006年、リンカーンセンター映画協会は『炎』を「冒険、コメディ、音楽、ダンスが完全に融合した紛れもない名作」と称した。一方で、2002年のシカゴ・レビューのテッド・シェンは、定型的なプロットと「雑な」撮影技術を批判し、映画が「スラップスティックとメロドラマを行き来する」と指摘した。プロデューサーG.P.シッピーの訃報を伝えた際にニューヨーク・タイムズは、『炎』が「ヒンディー映画製作に革命を起こし、インドの脚本執筆に真のプロフェッショナリズムをもたらした」と評した。